# Formica rufibarbis
Formica rufibarbis é uma espécie de formiga do gênero Formica, pertencente à subfamília Formicinae. Conhecida por Formiga-das-mandíbulas-vermelhas.

## Descrição
É uma espécie social: reside em colónias em que todos os indivíduos são filhos da mesma mãe, a rainha. 
As obreiras distinguem-se pela ausência de asas.